# LCD TV

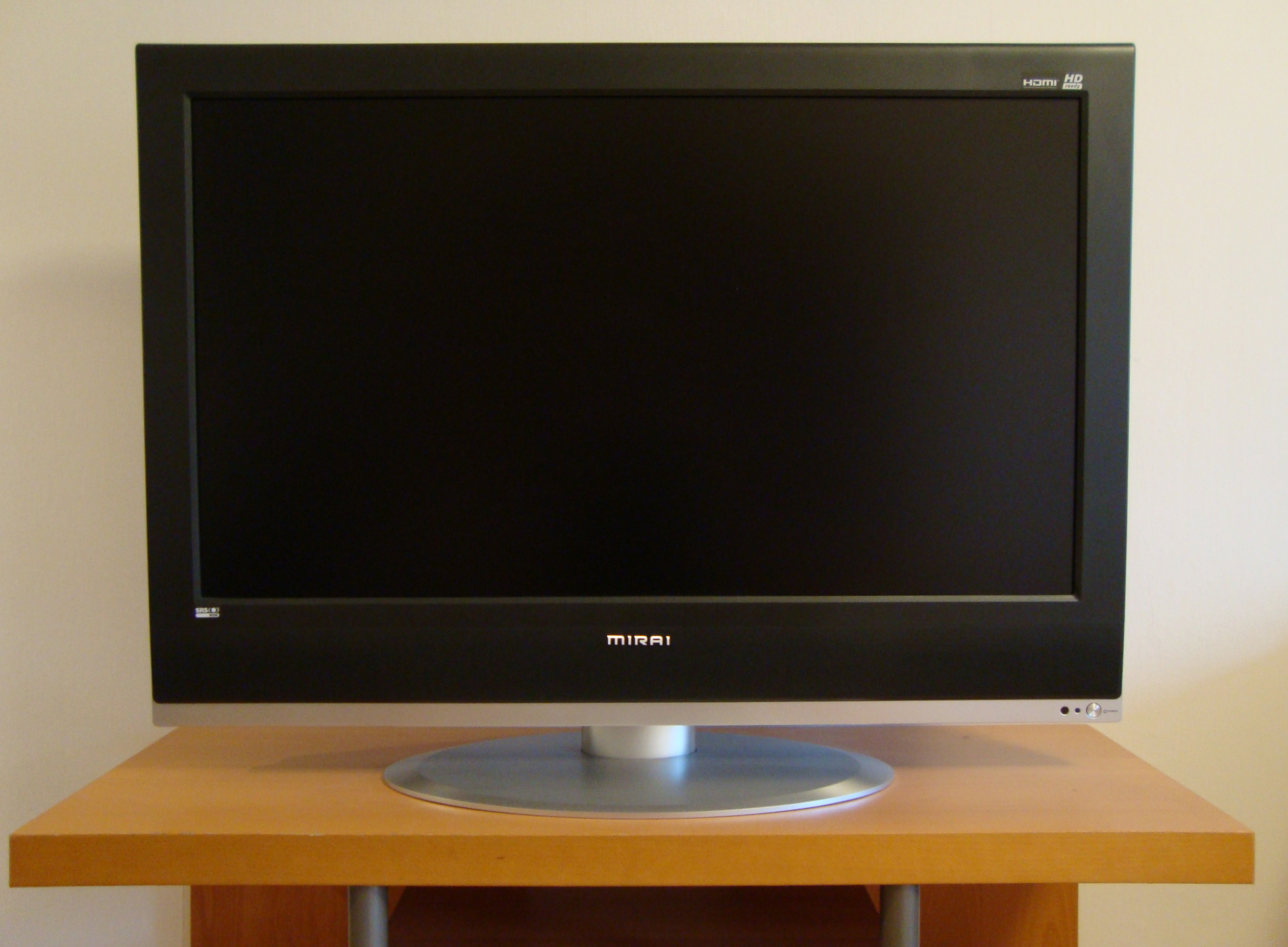
LCD TV

액정 디스플레이 텔레비전(Liquid Crystal Display Television, LCD TV)은 액정 디스플레이를 사용하여 이미지를 생성하는 텔레비전 수상기이다. 이는 지금까지 가장 널리 생산되고 판매되는 텔레비전 디스플레이 유형이다. LCD TV는 얇고 가볍지만, 높은 전력 소비, 낮은 명암비, 떨어지는 색 영역 등 다른 디스플레이 유형에 비해 몇 가지 단점이 있다.
LCD TV는 21세기 초에 인기를 얻었으며, 2007년 말부터 전 세계적으로 음극선관 텔레비전 판매량을 넘어섰다. 이후 CRT TV 판매량은 급격히 감소했으며, 플라스마 디스플레이 패널 및 리어 프로젝션 텔레비전과 같은 경쟁 기술의 판매량도 마찬가지였다.

## 역사

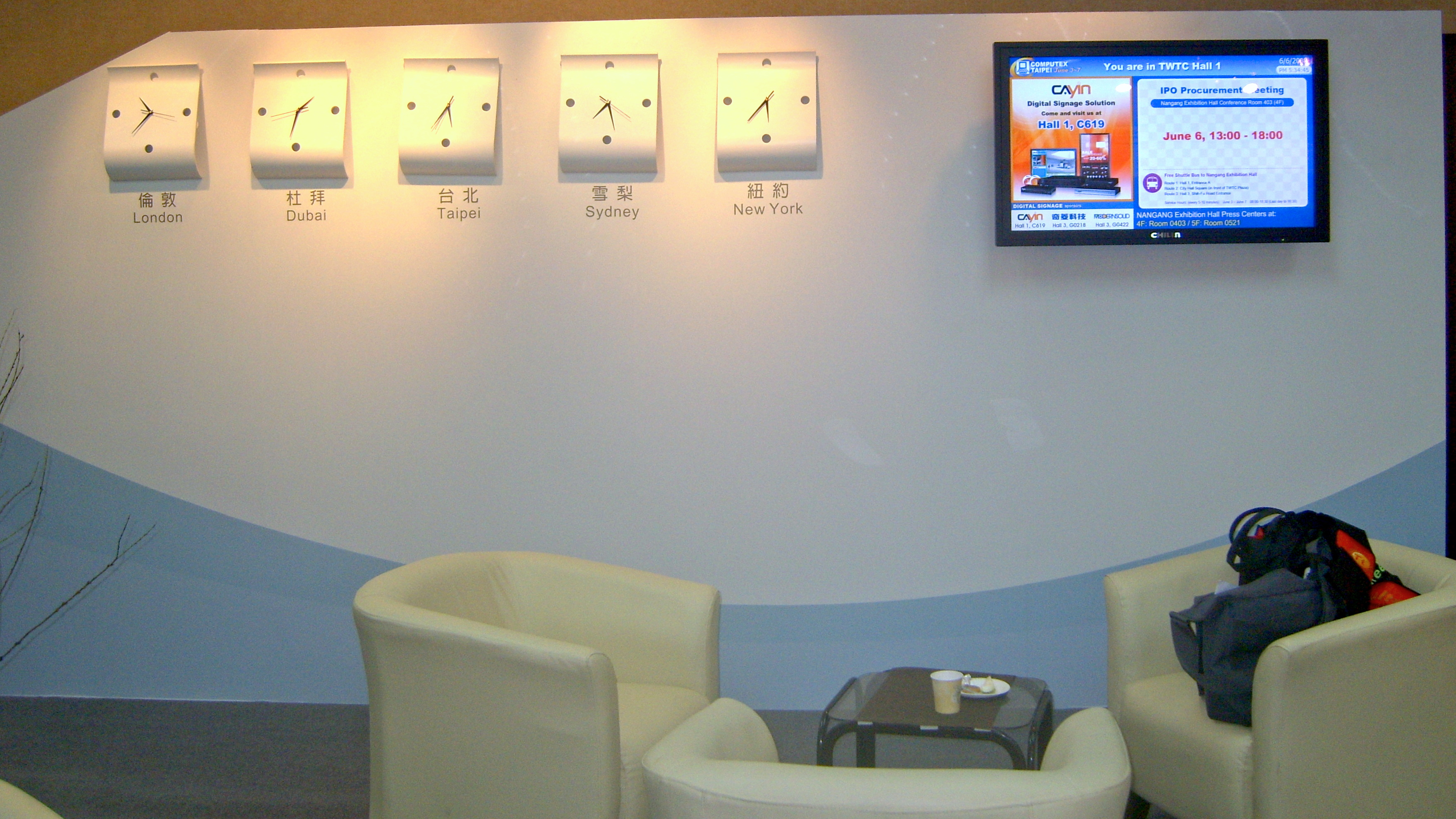
2008년 컴퓨텍스 타이베이 전시회 기간 중 타이베이 세계 무역 센터 벽에 걸린 LCD TV

### 초기 노력
수동 매트릭스 LCD는 1980년대 휴대용 컴퓨터 디스플레이로 처음 보편화되었으며, 플라스마 디스플레이와 시장 점유율을 놓고 경쟁했다. LCD는 화면의 텍스트를 스크롤할 때조차 화면이 흐려질 정도로 주사율이 매우 느렸지만, 가벼운 무게와 낮은 비용이 큰 장점이었다. 반사형 LCD를 사용하는 화면은 내부 광원이 필요하지 않아 노트북 컴퓨터에 특히 적합했다. 초기 장치의 주사율은 텔레비전에 사용하기에는 너무 느렸다.
휴대용 텔레비전은 LCD의 목표 응용 분야였다. LCD는 당시 휴대용 텔레비전에 사용되던 소형 튜브보다 훨씬 적은 배터리 전력을 소비했다. 1980년, 핫토리 세이코의 R&D 그룹은 컬러 LCD 포켓 텔레비전 개발을 시작했다. 1982년, 세이코 엡손은 최초의 LCD 텔레비전인 엡손 TV 워치를 출시했는데, 이는 손목에 착용하는 작은 액티브 매트릭스 LCD 텔레비전이었다. 샤프는 1983년에 도트 매트릭스 TN-LCD를 도입했고, 카시오는 TV-10 휴대용 TV를 출시했다. 1984년, 엡손은 최초의 풀 컬러 포켓 LCD 텔레비전인 ET-10을 출시했다. 같은 해 시티즌시계는 최초의 상업용 TFT LCD를 탑재한 2.7인치 컬러 LCD TV인 시티즌 포켓 TV를 출시했다.
이 기간 동안 30인치 이상의 화면 크기는 드물었는데, 이는 더 큰 화면에서 일반적인 시청 거리로 볼 때 화면이 뭉개져 보이기 시작했기 때문이다. LCD 프로젝션 시스템은 일반적으로 더 많은 청중이 이미지를 시청해야 하는 상황으로 제한되었다. 동시에 플라스마 디스플레이는 고품질 디스플레이를 만드는 데 필요한 성능을 쉽게 제공할 수 있었지만, 낮은 밝기와 매우 높은 전력 소비에 시달렸다. 그럼에도 불구하고 이 기간 동안 LCD 텔레비전에 대한 일부 실험이 이루어졌다. 1988년, 샤프는 14인치 액티브 매트릭스 풀 컬러 풀 모션 TFT-LCD를 도입했다. 이들은 주로 고급 품목으로 제공되었으며, 일반 시장을 겨냥한 것은 아니었다. 이는 일본이 TFT 컴퓨터 모니터 및 LCD 텔레비전을 포함한 대형 LCD를 개발하는 LCD 산업을 시작하는 계기가 되었다. 엡손은 1980년대에 3LCD 프로젝션 기술을 개발하고 1988년에 프로젝터에 사용하도록 라이선스를 부여했다. 1989년 1월에 출시된 엡손의 VPJ-700은 세계 최초의 소형 풀 컬러 액정 프로젝터였다. 벽걸이형 TV는 1992년 샤프가 LCD 기술을 사용하여 처음 출시했다.

### 시장 장악
2006년, LCD 가격은 빠르게 하락하기 시작했고 화면 크기가 증가했다. 비록 플라스마 텔레비전이 화질 면에서 약간의 우위를 유지하고 42인치 이상의 중요한 크기에서 가격 경쟁력을 가졌음에도 불구하고 말이다. 2006년 말까지 여러 업체들이 42인치 LCD를 프리미엄 가격으로 제공하며 플라스마의 유일한 거점을 침범했다. 더욱 결정적으로, LCD는 플라스마가 720p에 머물러 있는 동안 더 높은 해상도와 진정한 1080p 지원을 제공하여 가격 차이를 상쇄했다.
2007년 내내 LCD 가격이 급격히 하락할 것이라는 예측은 시장에서 "기다려보자"는 태도를 낳았고, 고객들이 실제로 그런 일이 일어날지 지켜보면서 모든 대형 스크린 텔레비전의 판매는 정체되었다. 플라스마와 LCD는 2007년에 가격 평형에 도달했으며, LCD의 더 높은 해상도가 많은 판매에서 '결정적인 점'이 되었다. 2007년 말까지 플라스마가 중요한 크리스마스 판매 시즌 동안 LCD에 밀릴 것이 분명해졌다. 이는 플라스마가 여전히 화질 우위를 유지하고 있음에도 불구하고 일어난 일이었다. 그러나 중화화상관(Chunghwa Picture Tubes)의 사장이 플라스마 생산 라인을 폐쇄한 후 언급했듯이 "(전 세계적으로) 수많은 회사, 수많은 투자, 수많은 사람들이 이 분야, 이 제품에 매달렸다. 그래서 그들은 그렇게 빨리 개선될 수 있었다."
2007년 크리스마스 시즌 판매 수치가 최종적으로 집계되었을 때, 분석가들은 LCD TV가 플라스마와 CRT TV 모두를 능가하는 판매량을 기록했다는 사실에 놀랐다. 이러한 발전은 경쟁하는 대형 스크린 시스템들을 거의 하룻밤 사이에 시장에서 몰아냈다. 플라스마는 2005년에 리어 프로젝션 시스템을 추월했다. CRT도 마찬가지로 몇 달밖에 더 버티지 못했다. 소니는 2008년 3월 마지막 공장을 폐쇄했다. 2009년 2월 파이오니어가 플라스마 스크린 생산을 중단한다고 발표한 것은 해당 기술 역사상 전환점으로 널리 여겨졌다.
LCD의 텔레비전 시장 지배력은 빠르게 가속화되었다. LCD는 40~50인치급 대형 화면 시장과 기존 14~30인치 소형 CRT 세트 교체를 원하는 고객 모두를 아우르며, 크기를 확대하고 축소할 수 있는 유일한 기술이었다. 이러한 광범위한 스케일로 제품을 생산하는 것은 전체적으로 가격을 빠르게 낮추었다.
2008년, LCD TV 출하량은 2007년에 비해 전년 대비 33% 증가한 1억 500만 대를 기록했다.
2009년, LCD TV 출하량은 1억 4,600만 대(총 2억 1,100만 대 TV 출하량의 69%)로 증가했다.
2010년, LCD TV 출하량은 1억 8,790만 대에 달했다(추정 총 TV 출하량 2억 4,700만 대 중).
더 큰 크기의 디스플레이는 10년 내내 계속 출시되었다.
- 2004년 10월, 샤프는 65인치 패널의 성공적인 제조를 발표했다.
- 2005년 3월, 삼성은 82인치 LCD 패널을 발표했다.[14]
- 2006년 8월, LG.필립스 LCD는 100인치 LCD 텔레비전을 발표했다.[15]
- 2007년 1월, 샤프는 라스베이거스의 CES에서 아쿠오스 브랜드로 108인치 LCD 패널을 전시했다.[16]

### 경쟁 시스템
LCD가 텔레비전 분야를 지배하고 있음에도 불구하고, LCD의 단점을 보완하기 위한 다른 기술들이 계속 개발되었다. LCD가 백라이트를 선택적으로 차단하여 이미지를 생성하는 반면, 유기 발광 다이오드, 마이크로LED, 전계 방출 디스플레이 및 표면 전도 전자 방출 디스플레이 기술은 모두 직접 조명 이미지를 생성한다. LCD와 비교하여 이 모든 기술은 더 나은 시야각, 훨씬 더 높은 밝기 및 명암비(최대 5,000,000:1), 그리고 더 나은 색상 채도 및 정확도를 제공한다. 또한 전력 소비가 적고, 이론적으로는 제작이 덜 복잡하고 저렴하다.
그러나 이러한 화면을 제조하는 것은 원래 생각했던 것보다 더 어려운 것으로 판명되었다. 소니는 2009년 3월 전계 방출 디스플레이 프로젝트를 포기했지만, OLED 세트 작업은 계속했다. 캐논은 표면 전도 전자 방출 디스플레이 기술 개발을 계속했지만, 가까운 미래에는 시장에 세트를 출시할 계획이 없다고 발표했다.
삼성은 샌안토니오의 SID 2009 전시회에서 14.1인치 및 31인치 OLED 세트가 "생산 준비 완료"라고 발표했다.

## 같이 보기
- Ambilight, 필립스 일렉트로닉스 기술
- CRT, LCD, 플라스마 및 OLED 비교
- 대형 스크린 텔레비전 기술
- 픽셀 플러스
- 쿼트론, 샤프의 LCD TV 기술로 네 번째 픽셀 색상인 노란색을 사용한다.
- 박막 트랜지스터 액정 디스플레이, LCD 패널 기술에 대한 자세한 설명